# Абрамідзе Павло Івліанович
Павло Івліанович Абрамідзе (19 березня, с. Вані, Кутаїська губернія, Російська імперія — 3 квітня 1989, Тбілісі, СРСР) — радянський воєначальник, генерал-майор, командир 72-ї гірськострілецької дивізії

## Початкова біографія
Народився 19 березня 1901 року в селі Вані Кутаїської губернії в селянській родині.
Після закінченням у 1915 році сільської школи працював робітником у Баку до 1917 року, після чого до 1923 року працював у батьківському селянському господарстві.

## Військова служба

### Довоєнний період
У квітні 1923 року був призваний до лав Робітничо-Селянської Червоної Армії, вступивши в Грузинську об'єднану військову школу у Тбілісі. Після її закінченням в 1926 році до 1934 року командував різними стрілецькими підрозділами у 5-му Кавказькому стрілецькому полку.
В 1930 році закінчив армійські командно-кулеметні курси Кавказької Червонопрапорної армії. З жовтня 1934 року — командир—комісар 6-го Кавказького стрілецького полку, з квітня 1938 — помічник командира 99-ї стрілецької дивізії Київського військового округу, з вересня 1939 — командир 187-ї стрілецької дивізії. З листопада 1939 року — командир 130-ї стрілецької дивізії, на чолі якої брав участь у радянсько-фінській війні.

### Німецько-радянська війна
8 серпня 1940 року був призначений командиром 72-ї гірськострілецької дивізії Київського Особливого військового окргу (КОВО). Вже з 22 червня 1941 року дивізія брала участь в боях на Південно-Західному фронті в районі державного кордону СРСР. У перші дні війни дивізія стійко оборонялася в ході Львівсько-Чернівецької оборонної операції, за наказом відходячи від рубежу до рубежу. Під час битви під Уманню дивізія опинилася в оточенні. 8 серпня 1941 року генерал П. І. Абрамідзе  потрапив до німецького полону. Спочатку утримувався у таборі для військовополонених у польському місті Замостя, але потім був переведений до концентраційного табору Хаммельбург. Звідти за антинімецьку агітацію серед військовополонених був переправлений у Нюрнберг, а потім у Вайсенбург.

### Післявоєнна кар'єра
4 травня 1945 року був звільнений американськими військами. Через радянську військову місію з репатріації в Парижі був відправлений у Москву.
12 грудня 1945 року був поновлений у кадрах Радянської Армії. У 1947—1949 роках — начальник військової кафедри Тбіліського інституту фізичної культури, потім на тій же посаді в сільськогосподарському інституті. В 1949—1956 роках — начальник військової кафедри Тбіліського державного університету.
9 серпня 1956 року був звільнений у відставку через хворобу.
Жив у Тбілісі, де й помер 3 квітня 1989 року.

## Військові звання
- Майор — 16 грудня 1935;
- Полковник — 6 листопада 1938[1];
- Комбриг — 4 листопада 1939;
- Генерал-майор — 4 червня 1940.

## Нагороди
- Орден Леніна (24.06.1948)[2];
- Три ордени Червоного Прапора (травень 1940 року, 06.05.1946, 21.08.1953)[1];
- Орден Вітчизняної війни 1-го ступеня (11.03.1985);
- Медалі СРСР.